# 細入郵便局
細入郵便局（ほそいりゆうびんきょく）は、富山県富山市にある郵便局。民営化前の分類では集配特定郵便局であった。

## 沿革
- 1887年（明治20年）4月1日 - 片掛（かたかけ）郵便局（三等）として開設される[1][2]。
- 1899年（明治32年）
  - 1月1日 - 貯金の取扱を開始する[3]。
  - 12月16日 - 為替の取扱を開始する[4]。
- 1912年（明治45年）2月16日 - 細入郵便局に改称する[5]。
- 1933年（昭和8年）2月23日 - 電話通話事務を開始する[6]。
- 1934年（昭和9年）1月16日 - 電話交換業務を開始する[7]。
- 1941年（昭和16年）2月1日 - 通信官署官制改正により等級制を廃止する[8]。
- 1974年（昭和49年）12月4日 - 電話の加入および料金に関する簡易な事務を除く電話交換業務を大沢野電報電話局に移管する[9]。
- 2007年（平成19年）10月1日 - 民営化に伴い、併設された郵便事業富山南支店細入集配センターに一部業務を移管。
- 2012年（平成24年）10月1日 - 日本郵便株式会社発足に伴い、郵便事業富山南支店細入集配センターを細入郵便局に統合。

## 取扱内容
- 郵便、印紙、ゆうパック、内容証明
- 貯金、為替、振替、振込、国際送金、国債
- 生命保険、バイク自賠責保険
- ゆうちょ銀行ATM（管轄はゆうちょ銀行金沢支店）
- 富山市内の一部地域（旧婦負郡細入村域：〒939-21xx区域）の集配業務

## 風景印
- 表記は『富山細入』
- 図案は『神通川第一ダム』・『常虹の滝』・『モミジ』・『山並み』
- 使用開始日は1985年（昭和60年）5月1日

## 周辺
- 富山市役所 細入総合行政センター南部地区センター
- 神通川
- 猪谷の背斜・向斜（国の天然記念物）
- 国道41号
- 国道360号

## アクセス
- JR高山本線 猪谷駅から東へすぐ
- 富山地鉄バス 猪谷停留所下車
- 富山県道192号猪谷停車場線沿い
- 駐車場あり：1台